# Saeko Chiba
Saeko Chiba (千葉 紗子?, Chiba Saeko; Aomori, 26 agosto 1977) è una doppiatrice e cantante giapponese.
Cresciuta a Tokyo, Saeko Chiba si è sposata il giorno del suo trentesimo compleanno, il 26 agosto 2007. È sotto contratto con l'agenzia Space Craft Group. Viene affettuosamente chiamata dai suoi fan col vezzeggiativo "Sae-chan".

## Biografia
Da giovanissima, Saeko Chiba studia danza con l'ambizione di entrare a far parte della compagnia Takarazuka Revue. Tuttavia, dopo non essere riuscita a superare l'esame di ammissione alla Takarazuka Music School al suo terzo anno di scuole medie, decide di entrare nella Minami Aoyama Shōjo Kageki Dan (南青山少女歌劇団?, South Aoyama Female Opera Group) una compagnia teatrale per ragazze adolescenti.
Avendo avuto numerosi ruoli da protagonista nei tre anni passati con la compagnia, Saeko Chiba viene scelta come protagonista nel doppiaggio del videogioco per Dreamcast Kita e. A quel punto, la Chiba decide di abbandonare la carriera di attrice teatrale e dedicarsi a tempo pieno al doppiaggio.
Il suo debutto nell'animazione giapponese avviene con il personaggio di Tsubaki Sakura in Le situazioni di Lui & Lei a cui seguono Kitsune no Akane in Angel Tales ed Elliot Chapman in Sci-Fi Harry. Per il suo aspetto, Saeko viene spesso chiamata ad interpretare personaggi tsundere.
Saeko ha anche intrapreso la carriera di cantante con la collaborazione della compositrice Yuki Kajiura, che aveva scritto le musiche per alcune rappresentazioni della compagnia Nanshō. Il suo primo singolo è stato Koi no Kiseki, tema di apertura del videogioco per PlayStation Meguri Aishite. In seguito la cantante ha pubblicato altri nove singoli e due album, oltre a varie image song e drama CD. Ha inoltre interpretato le sigle di Alundra 2 e Atelier Judie.
Saeko fa anche parte del gruppo tiaraway insieme ad un altro ex membro della compagnia Nanshō Yuuka Nanri. Inizialmente nate con il nome 'Saeko Chiba & Yuuka Nanri' per la registrazione della sigla di Memories Off 2nd, il duo ha successivamente pubblicato altri tre singoli, prima di sciogliersi il 6 marzo 2005.

## Doppiaggi

### Anime
- Aishiteruze Baby (Ayumi Kubota)
- Ajimu (Ajimu Yasuna)
- Angel Tales (Kitsune no akane)
- Ayakashi: Samurai Horror Tales (Oshizu)
- Ask Dr. Rin! (Meirin Kanzaki)
- Best Student Council (Karen Saitou)
- Bokusatsu tenshi Dokuro-chan (Dokuro Mitsukai)
- Boogiepop Phantom (Yoko Sasaoka)
- Buzzer Beater (Claire)
- Captain Kuppa (Suika)
- Chrono Crusade (Azmaria Hendric)
- Code Geass e Code Geass R2 (Nina Einstein, Nagisa Chiba)
- Dragonaut: The Resonance (Widow)
- Duel Masters (Sayuki Manaka)
- Gravion Zwei (Fei Xin Liu)
- Gunparade March (Noeru Sugawara)
- Gun X Sword (Priscilla)
- Hamtaro (Lapis-Chan)
- Heat Guy J (Kyoko Milchan)
- Hell Girl (Yūko Murai)
- Kare Kano (Tsubaki Sakura)
- Kemeko Deluxe! (Aoi-chan)
- Ki Fighter Taerang (Tiful)
- Minami-ke (Hayami)
- Mai HiME (Natsuki Kuga)
- Mai Otome (Natsuki Kruger)
- Madlax (Chiara)
- Nagasarete Airantō (Ayane)
- Nana (Miu Shinoda)
- Nanaka 6/17 (Chie Kazamatsuri)
- Nodame Cantabile (Reina)
- Noein (Ai Hasebe)
- Peach Girl (Momo Adachi)
- Platonic Chain (Hitomi Tanaka)
- Ray the Animation (Anna Takekawa)
- Rosario + Vampire (Ruby Tojo)
- Rosario + Vampire Capu2 (Ruby Tojo)
- Rockman.EXE series (Jasmine)
- Shugo Chara! (Nadeshiko/Nagihiko Fujisaki)
- Shigofumi (Natsuka Kasai)
- Spice and Wolf II (Femi Amati)
- Spider Riders (Corona)
- Strawberry Marshmallow (Chika Itoh)
- Strike Witches (Mio Sakamoto (first season))
- Tenshi no shippo chu! (Kitsune no akane)
- Tsubasa Chronicle (Oruha)
- Tetsuwan Birdy: Decode (Birdy Cephon Altera)
- The Prince of Tennis (Kurumi Ijuuin)
- The World of Narue (Hajime Yagi)
- UFO Ultramaiden Valkyrie (Akina Nanamura, Akidora (Akidra))
- Ultra Maniac (Maya Orihara)
- Utako-Shon-kun (Utako)
- Wandering Son (Chizuru Sarashina)
- W Wish (Tsubasa Ohtori)
- Zettai karen children (Mary Ford)

### OAV
- .hack//Liminality (Yuki Aihara)
- Bludgeoning Angel Dokuro-Chan (Dokuro-chan)
- Cosplay Complex (Maria Imai)
- Karas (Yoshiko Sagizaka)
- Iriya no Sora, UFO no Natsu (Akiho Sudou)
- Kikoushi-Enma (Yukihime)
- King of Bandit Jing in Seventh Heaven (Benedictine)
- Kujibiki Unbalance (Ritsuko Kübel Kettenkrad)
- Sci-Fi Harry (Elliott Chapman)
- Tristia of the Deep-Blue Sea (Panavia Tornado)
- My-Otome Zwei (Natsuki Kruger)
- Tetsuwan Birdy: Decode OVA "The Chiper" (Birdy Cephon Altera)

### Videogiochi
- Alundra 2: A New Legend Begins (Aishia)
- Detective Conan: Il caso Mirapolis (Linda Hanayama)
- Chocolat~maid cafe curio (Kanako Akishima)
- Grandia III (Unama)
- Kita he~White Illumination (Kotori Haruno)
- Kita he~Photo Memories (Kotori Haruno)
- Memories Off 2nd (Takano Suzuna)
- My-HiME ~Unmei no Keitōju~ (Natsuki Kuga)
- Tales of Hearts (Beryl Benito)
- Tales of Vesperia (Nan)
- Dengeki Gakuen RPG: Cross of Venus (Dokuro-Chan)

## Discografia

### Album
- 2003 - melody
- 2004 - everything

### Singoli
- 1999 - Koi no Kiseki (恋の奇跡?)
- 1999 - Carry On Everyday
- 2001 - Twinkle Star (トゥインクル☆スター?)
- 2002 - Daiya no Genseki (ダイヤの原石?)
- 2002 - Sayonara (さよなら?)
- 2003 - Hikari (ひかり?)
- 2003 - Ice Cream (アイスクリイム?)
- 2003 - Winter Story
- 2004 - Sayonara Solitia (さよならソリティア?)